# Poeciliopsis occidentalis
Poeciliopsis occidentalis é uma espécie de peixe da família Poeciliidae. 
Pode ser encontrada nos seguintes países: México e nos Estados Unidos da América. 